# IBM PS/2
PS/2 (англ. Personal System) — серия персональных компьютеров компании IBM на процессорах серий Intel 80286 и Intel 80386, выпускавшаяся с апреля 1987 года. Основной рыночной задачей серии PS/2 было вытеснение с рынка персональных IBM PC-совместимых компьютеров других производителей Америки, а также выпускавшихся в регионе Юго-Восточной Азии. Главным способом достижения этой цели стало использование закрытых стандартов, в том числе шины, использующей микроканальную архитектуру (англ. Micro Channel Architecture, MCA), не допускающих их использование сторонними разработчиками без дорогого лицензирования, и выпуск сложных для воспроизводства небольшими компаниями микросхем высокой степени интеграции. Однако ожидания компании не оправдались — старые открытые технологии были усовершенствованы конкурентами IBM и оказались более живучими. Тем не менее, определённый коммерческий успех в корпоративном сегменте рынка был достигнут.
Несмотря на общий провал архитектуры (ещё до 1994 года IBM стала выпускать компьютеры PS/1, совместимые с обычной PC, в 1994 году уже не производились настольные PS/2, только серверы, а ещё через 2—3 года IBM прекратила производить персональные компьютеры вообще — продолжение линии PS/1 под названием Aptiva была последней моделью) ряд новшеств, привнесённых PS/2, прижился:
- новый разъём клавиатуры;
- новый стандарт подключения мыши;
- дискеты 3,5″ вместо старых 5″;
- видеоподсистема (и мониторы, в частности) перешли на стандарт VGA;
- модули SIMM с 72 контактами;
- кодовая страница 850 (для западноевропейских языков) вместо 437;
- жёсткий диск с платой контроллера нового интерфейса.

IBM PS/2, модель 55SX
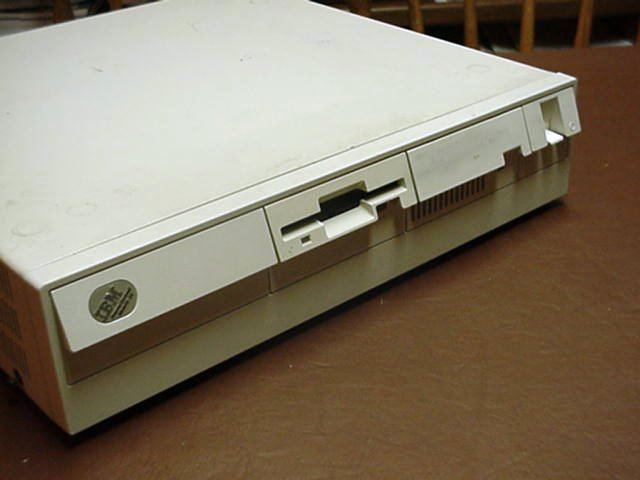
Общий вид
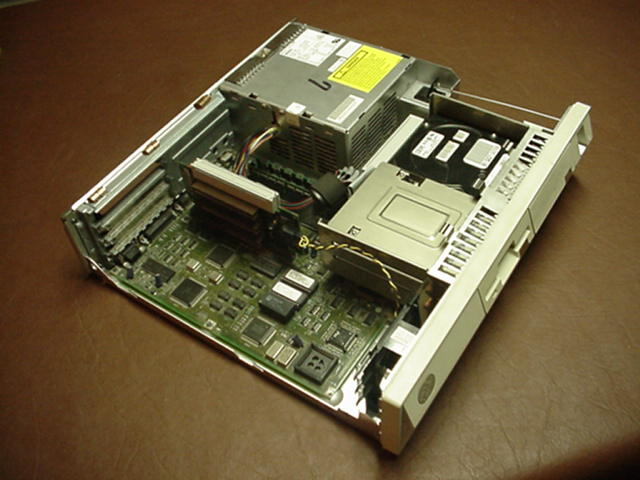
Со снятой крышкой
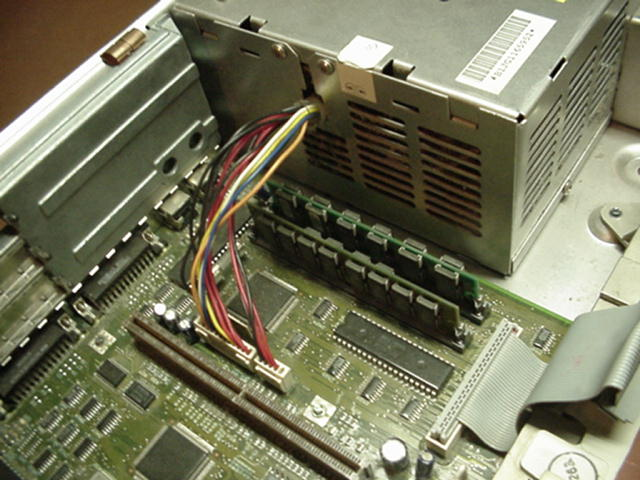
Блок питания, память SIMM, разъём платы расширения
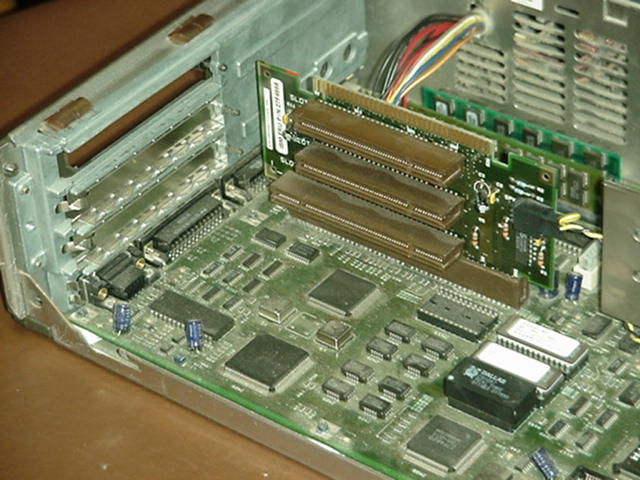
Установлена плата расширения
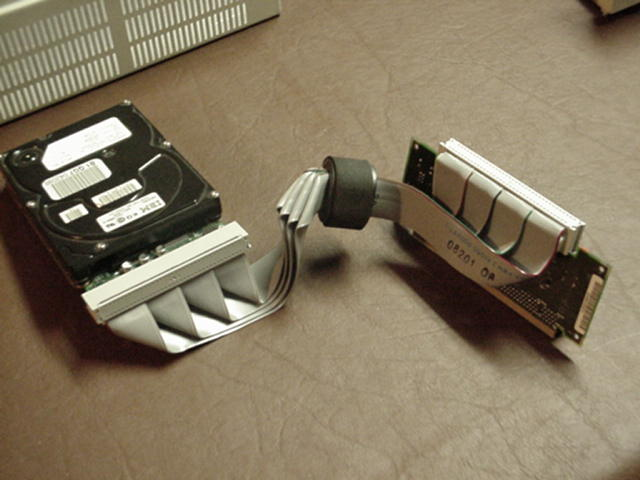
Жёсткий диск с платой контроллера ESDI, устанавливаемого на материнскую плату
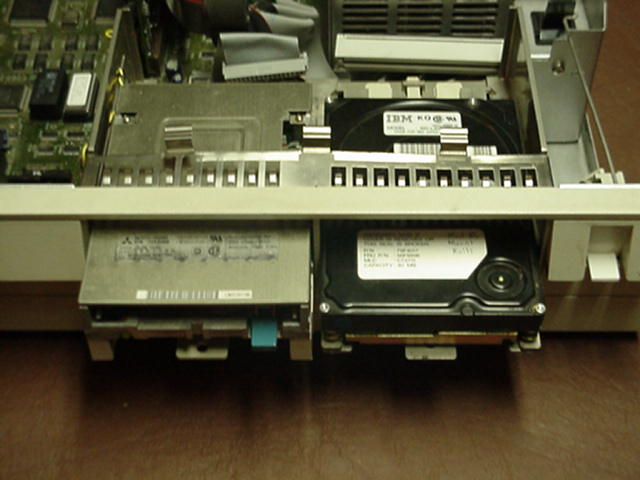
3,5″ флоппи-дисковод и жёсткий диск стали занимать меньше места
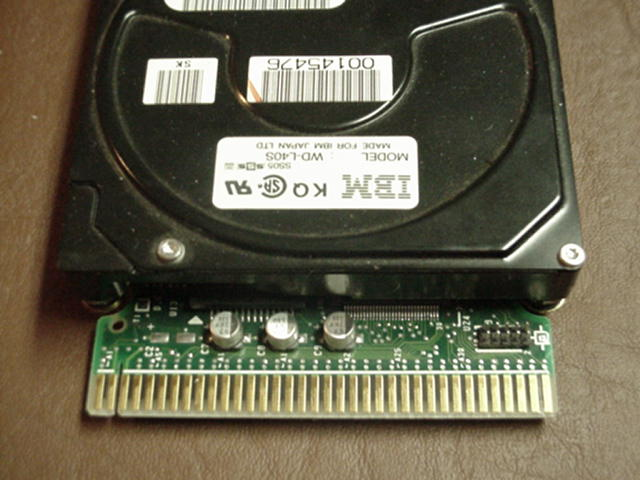
Жёсткий диск с новым интерфейсом